# Ишаев, Виктор Иванович
Ви́ктор Ива́нович Иша́ев (род. 16 апреля 1948) — советский и российский политик и экономист, глава администрации/губернатор Хабаровского края (1991—2009), полномочный представитель президента Российской Федерации в Дальневосточном федеральном округе (2009—2013), министр Российской Федерации по развитию Дальнего Востока — полномочный представитель президента Российской Федерации в Дальневосточном федеральном округе (совмещённая должность, с 2012—2013). Действительный государственный советник РФ 1 класса (2009). Почётный гражданин города Хабаровска.
Кандидат (1997), затем доктор экономических наук (1999), профессор (2001), член-корреспондент Российской академии наук (2003), академик РАН (2008).
Член КПСС (до 1991), «Единой России» (2003—2019). В 2021 году признан судом виновным в растрате 7,5 млн руб. и приговорён к 5 годам условно.

## Биография
1964 год — судосборщик на Хабаровском судостроительном заводе.
1971—1973 годы — срочная служба в ВС СССР.
1973—1979 годы — сварщик на Хабаровском судостроительном заводе.
1979 год — окончил Новосибирский институт инженеров водного транспорта (заочно).
1979—1988 годы — начальник планово-диспетчерского отдела, начальник отдела материально-технического снабжения, заместитель главного инженера, заместитель директора Хабаровского судостроительного завода
1988—1990 годы — директор Хабаровского завода строительных алюминиевых конструкций.
1990—1991 годы — первый заместитель председателя исполкома — начальник Главного планово-экономического управления (ГлавПЭУ) исполкома Хабаровского краевого Совета народных депутатов; депутат Хабаровского городского Совета.
1991—2009 годы — глава администрации / губернатор Хабаровского края.
С 2 сентября 2000 по 12 марта 2001 и с 16 марта по 25 сентября 2007 — член президиума Государственного совета Российской Федерации.
Среди предвыборных обещаний:
Добиваться выделения средств из федерального бюджета на оплату жителям края проезда 1 раз в 3 года в любую точку России
1996—2001 годы — член Совета Федерации Федерального Собрания РФ по должности.
2001—2009 годы — председатель правительства Хабаровского края.
В 2003 году прошёл по партийным спискам в Государственную думу России от партии «Единая Россия», но после выборов отказался от мандата.
С 30 апреля 2009 года — полномочный представитель Президента Российской Федерации в Дальневосточном федеральном округе, а с 21 мая 2012 года по 31 августа 2013 года — министр Российской Федерации по развитию Дальнего Востока — полномочный представитель Президента Российской Федерации в Дальневосточном федеральном округе.
В конце августа 2013 года президент РФ Владимир Путин совершил поездку по территориям, подвергнувшимся удару стихии, после чего освободил Виктора Ишаева с должности полпреда президента в Дальневосточном федеральном округе и с поста министра по развитию Дальнего Востока, подчеркнув при этом, что «это решение не связано непосредственно с ситуацией с наводнением».
С 2 июня 2009 года по 10 сентября 2013 года — член Совета Безопасности Российской Федерации.
С 2013 по 2018 гг. — советник президента ПАО «НК „Роснефть“» по координации проектов на Дальнем Востоке в ранге вице-президента.

### Выборы губернатора
- 1-й глава администрации Хабаровского края с 24 октября 1991 г. по 08 декабря 1996 г. (Указ президента РСФСР Ельцина Б. Н. от 24.10.1991 г., № 154 о назначении)[15][16].

.
8 декабря 1996 года — первые выборы главы администрации Хабаровского края на 4 года:
- выдвинут «Хабаровским краевым объединением профсоюзов», глава — Виктор Ишаев

 — 76,93 %.
- депутат Госдумы, гендиректор АО „Дальневосточный союз“, член КП РФ — Валентин Цой — 7,23 %.
- самовыдвижение, гендиректор завода АО „Дальэнергомаш“ — Вадим Мантулов — 5,03 %.
- от ЛДПР, помощник депутата Госдумы — Анатолий Мироненко — 1,26 %.
- самовыдвижение, директор Хабаровского дома науки и техники — Анатолий Ярошенко — 0,86 %.
- самовыдвижение, гендиректор АОЗТ „Факт-Инфо“, краевой депутат — Евгений Покусай — 0,78 %.
- самовыдвижение, директор „Строитель-3“ — Евгений Королев — отказ (набрал менее 10 тыс. подписей).
- против всех» — 6,24 %.

Явка — 48,23 %.
10 декабря 2000 года — вторые выборы главы администрации Хабаровского края на 4 года:
- глава — Виктор Ишаев — 87,84 %.
- гендиректор ООО «Персонал-Сервис» — Светлана Жукова — 6,32 %.
- против всех — 4,28 %.

Явка — 47,02 %.
19 декабря 2004 года — третьи выборы губернатора Хабаровского края на 4 года:
- самовыдвижение, губернатор — Виктор Ишаев — 85,34 %.
- самовыдвижение, краевой депутат — Геннадий Мальцев — 4,17 %.
- от Российской партии самоуправления трудящихся, врач — Олег Коленко — 1,57 %.
- от ЛДПР, помощник депутата Госдумы — Леонид Разуванов — 0,94 %.
- самовыдвижение, бизнесмен — Константин Пепеляев — 0,67 %.
- самовыдвижение, председатель краевой думы — Юрий Оноприенко — снял свою кандидатуру.
- от КПРФ рассматривался вариант кандидата — экс-первого заместителя губернатора Хабаровского края (с 1991 по 2000 гг) Юрия Матвеева, который занимал пост первого вице-президента нефтяной компании "НК «Роснефть» (с 2000 по 2005 гг), но так и не был выдвинут

.
- против всех — 5,69 %.

Явка — 48,96 %.
- досрочно губернатор с 09 июля 2007 г. по 30 апреля 2009 г. (представление президента РФ Путина В. В. от 08.07.2007 г.; постановление Законодательной думы Хабаровского края от 09.07.2007 г., № 867 о назначении).
- досрочное прекращение полномочий — отставка по собственному желанию (Указ президента РФ Медведева Д. А. от 30.04.2009 г., № 491).

## Собственность и доходы
Согласно официальным данным, доход Ишаева за 2011 год составил 6,37 млн рублей, доход супруги — 3,37 млн рублей. Вместе с супругой Ишаеву принадлежат земельный участок площадью 22 сотки, жилой дом, две квартиры, два автомобиля Mercedes-Benz и катер Гластрон.

## Уголовное дело
28 марта 2019 года Ишаев был задержан правоохранительными органами в рамках возбуждённого уголовного дела в связи с хищением мошенническим путем денежных средств ПАО «Роснефть» (ч.4 ст.159 УК РФ). Ему инкриминировалось хищение в сумме более миллиарда рублей в период с 2014 по 2017 год, которая позднее, по словам Ишаева, была снижена до пяти миллионов рублей. Ишаев был допрошен сотрудниками правоохранительных органов. В тот же день решением Басманного районного суда Москвы Ишаев был помещён под домашний арест сроком на 2 месяца: он обязан находиться в квартире на западе Москвы, по месту регистрации. Суд отверг просьбу адвоката разрешить Ишаеву прогулки. Пресс-секретарь «Роснефти» Михаил Леонтьев заявил «Интерфаксу», что уголовное дело против Ишаева было инициировано службой безопасности компании. Позднее Московский городской суд неоднократно продлевал домашний арест Ишаева. 23 июля 2020 года Генеральная прокуратура РФ утвердила обвинительное заключение по уголовному делу в отношении Ишаева, обвиняемого в растрате 7,5 млн рублей Роснефти.
17 февраля 2021 года, Замоскворецкий районный суд Москвы признал бывшего губернатора Хабаровского края виновным в растрате 7,5 млн руб., принадлежащих «Роснефти» и приговорил его к 5 годам условно.

## Награды
- Орден «За заслуги перед Отечеством» II степени (16 апреля 2008 года) — за заслуги перед государством, большой вклад в социально-экономическое развитие края и многолетнюю плодотворную работу[27]
- Орден «За заслуги перед Отечеством» III степени (5 августа 2003 года) — за большой вклад в укрепление Российской государственности и многолетнюю добросовестную работу[28]
- Орден «За заслуги перед Отечеством» IV степени (2 марта 1999 года) — за добросовестный труд и последовательное проведение курса экономических реформ[29]
- Орден Почёта (2 мая 1996 года) — за заслуги перед государством и многолетний добросовестный труд[30]
- Орден Трудовой Славы III степени
- Почётная грамота Президента Российской Федерации (12 декабря 2008 года) — за активное участие в подготовке проекта Конституции Российской Федерации и большой вклад в развитие демократических основ Российской Федерации[31]
- Благодарность Президента Российской Федерации (12 августа 1996 года) — за активное участие в организации и проведении выборной кампании Президента Российской Федерации в 1996 году[32]
- Благодарность Президента Российской Федерации (19 февраля 2001 года) — за большой вклад в укрепление российской государственности[33]
- Благодарность Президента Российской Федерации (25 августа 2005 года) — за активное участие в работе Государственного совета Российской Федерации[34]
- Почётная грамота Правительства Российской Федерации (27 мая 1998 года) — за большой личный вклад в социально-экономическое развитие Хабаровского края и многолетний добросовестный труд[35]
- Почётная грамота Правительства Российской Федерации (16 апреля 2008 года) — за большой личный вклад в социально-экономическое развитие Хабаровского края и многолетний добросовестный труд[36]
- Медаль «За заслуги в обеспечении национальной безопасности» (Совет Безопасности Российской Федерации, 2010 год)[37]
- Орден святого благоверного князя Даниила Московского I и II степени
- Национальная премия «Россиянин года» (2007 год)[38]
- Почётный гражданин Хабаровска (10 апреля 1998)[39]

## Классный чин
- Действительный государственный советник Российской Федерации 1 класса (15 мая 2009)[40]

## Основные труды
Книги и брошюры
- Ишаев В. И. Особый район России / Ред. В. Ф. Ковтун, А. В. Николашина. Фото В. Кузнецова. — Хабаровск: Кн. изд-во, 1998. — 270 с.
- Ишаев В. И. Экономическая реформа в регионе: Тенденции развития и регулирование. — Владивосток: Дальнаука, 1998. — 180 с.
- Ишаев В. И., Минакир П. А. Дальний Восток России: Реальности и возможности экономического развития. — Хабаровск: ДВО РАН, 1998. — 160 с.
- Ишаев В. И. Стратегическое планирование регионального экономического развития. — Владивосток: Дальнаука, 1998. — 128 с.
- Ишаев В. И. Международное экономическое сотрудничество: Региональный аспект. — Владивосток: Дальнаука, 1999. — 128 с.
- Ишаев В. И. Дальний Восток России: Долговременные перспективы сотрудничества в Северо-Восточной Азии. — Хабаровск, 2000.
- Концепция стратегического развития России до 2010 года / рук. колл. разработчиков В. И. Ишаев. — М., Издательский дом ИСЭПН. 2001.
- Ишаев В. И. Стратегия Развития России на период до 2010 года. Доклад на расширенном заседании Отделения экономики РАН. — Хабаровск, 2001. — 48 с.
- Ишаев В. И. Россия в глобальном мире. — Хабаровск, 2003.
- Ишаев В. И. Россия в Восточной Азии: Сотрудничество, проблемы, перспективы. — М.: ИМЭиПИ РАН, 2005.
- Ишаев В. И. Энергетический потенциал Российского Дальнего Востока в стратегии национальной безопасности Российской Федерации. — М.: Индрик, 2008.
- Ишаев В. И. Концептуальные вопросы развития Дальнего Востока до 2050 года. — М.: Экономика, 2012. — 52 с.
- Ишаев В. И., Ивантер В. В., Кувалин Д. Б. Экономика Дальнего Востока и Байкальского региона: Государственный подход. — М.: Макс Пресс (МГУ), 2015. — 264 с. — 800 экз.
- Ишаев В. И. Никто пути пройденного у нас не отберёт… История. — Владивосток: ОАО ИПК Дальпресс, 2018. — 188 с.

Статьи
- Россия лицом к кризису // «Экономика. Налоги. Право.» 2009. № 2.
- Должно определить, для чего ему нужен Дальний Восток // «Россия и АТР». 2009, № 3 (12).

## Семья
Жена Ишаева Любовь Григорьевна. С конца 1980-х годов по 2001 года — заведующая поликлиникой 4-й детской многопрофильной больницы Хабаровска. С 2000 года — заместитель председателя благотворительного фонда для детей с тяжёлыми патологиями «Надежда», организованного депутатом Госдумы Борисом Резником. В начале 2000-х годов числилась сотрудником ООО «Трансбункер-Центр», принадлежащей её сыну Дмитрию. Пенсионерка.
Дочь Юлия училась в Финансовой академии (Москва). В 2008 году Юлия Ишаева вместе с дочерью прокурора Приморского края (до 2007 года работал первым заместителем прокурора Хабаровского края) Юрия Хохлова — Еленой учредили ООО «Индиго Сити Групп». Ишаева владеет 70 % компании, Хохлова — 30 %. Компания специализируется на операциях на вторичном рынке элитной недвижимости. Проживает в Москве. Живёт с 2013 года в гражданском браке с певцом, экс-солистом группы Инь-Ян Сергеем Ашихминым.
Сын Дмитрий (умер при загадочных обстоятельствах в декабре 2021 года). Окончил Тихоокеанское высшее военно-морское училище (ТОВВМУ) во Владивостоке. C 1998 по 2000 гг. работал советником в компании Роснефть. С середины 2000-х — консультант ООО «Петротрейд-М», занимается оптовой продажей нефтепродуктов, строительных материалов, металла. Совладелец компаний ООО «Трансбункер-Центр», ЗАО «ТД Межресурс», ООО «Торговый дом „Петровский завод“», ООО «ЛюксЭкспоСервис», ООО «Петротрейд-М» (выручка последнего в 2008 г. — 2,5 млрд руб). Эти компании неоднократно принимали участие в тендерах, объявленных различными государственными структурами Хабаровского края. Женат на Олесе Ишаевой (девичья фамилия — Тихоньких). Воспитывает сына — Игоря и дочь Катю. Игорь — профессиональный хоккеист, выступает за «Амурские тигры» в МХЛ. Проживает в Москве; в 2017 году стал участником резонансной аварии на МКАД, в которую попал, передвигаясь на принадлежащем ему «Мерседесе» со скоростью 225 км/ч; по некоторым данным, впоследствии угрожал пользователям соцсетей, негативно высказывавшимся о нём и его семье в связи с этой аварией. 17 июня 2020 года Игорь Ишаев снова попал в аварию в Москве. Находясь за рулем автомобиля «Porsche Panamera» повредил два автомобиля. Управлял автомобилем в нетрезвом состоянии и без водительского удостоверения.

### Сноски
1. ↑  С ноября 2001 года, в соответствии с законом Хабаровского края от 31.10.2001 г., № 339 «О внесении изменений и дополнений в Устав Хабаровского края», стал губернатором края.
2. ↑  Член Комитета по международным делам.
3. ↑  Виктор Ишаев был назначен главой администрации края 24 октября 1991 года с должности первого заместителя крайисполкома по экономике — начальника ГлавПЭУ (главного планово-экономического управления), хотя, по его словам «приступил к работе только 7 ноября 1991 года».
4. ↑  Как вспоминал сам Виктор Ишаев: «Я написал заявление, что я отказываюсь. Махарадзе (Валерий Махарадзе — заместитель председателя правительства РФ под председательством президента РСФСР Бориса Ельцина, куратор Дальнего Востока. — Ред.) мое заявление выкинул. Повел меня за руку к Борису Николаевичу Ельцину. Борис Николаевич сказал: „Слушай, не время! Большие дела. Мы тебя знаем (он возглавлял тогда стройкомитет, а завод алюминиевых конструкций тогда входит в этот комитет). Берись, а там, дальше, посмотрим…“ Ну, я как человек обязательный сказал: Хорошо…» Архивная копия от 27 августа 2016 на Wayback Machine/ см. также Ишаев В. И. Особый район России. Ред. В. Ф. Ковтун, А. В. Николашина. Фото В. Кузнецова. — Хабаровск: Кн. изд., 1998. — 270 с., ил.
5. ↑  доверенным лицом в списке под № 12 у Ишаева был Вячеслав Шпорт (постановление от 05.11.1996 г., № 171/3-2 «О регистрации доверенных лиц кандидата на должность главы администрации Хабаровского края).
6. ↑  Виктор Ишаев все три раза, когда он шел на выборы — шел как самовыдвиженец, с известным лозунгом „Моя партия — Хабаровский край“. Хотя в 1996 году Ишаева на выборах поддерживало даже движение Народно-патриотического союза России (НПСР), возглавляемого Геннадием Зюгановым.
7. ↑  В СМИ писали, что в разговоре с Зюгановым — Матвеев сказал, что губернатор попросил его не участвовать в выборах.